# سرمایه‌گذاری آبار
سرمایه‌گذاری آبار (به عربی: آبار للاستثمارات) شرکت سرمایه‌گذاری اماراتی است، که دارای سرمایه‌گذاری در حوزه‌های انرژی، املاک و مستغلات، زیرساخت‌های شهری، خودروسازی، خدمات مالی، هوانوردی و مبادلات کالا می‌باشد.
شرکت آبار در سال ۲۰۰۵ توسط سازمان سرمایه‌گذاری ابوظبی و شرکت توسعه مبادله، با هدف سرمایه‌گذاری در صنایع نفت و گاز راه‌اندازی شد.
شرکت سرمایه‌گذاری آبار در شمار زیادی از شرکت‌های صنعتی جهان دارای سهام می‌باشد، که برای نمونه می‌توان به: دایملر آ گ، اوام‌وی، سپسا، گلنکور، مرسدس بنز گرند پریکس، ویرجین گالاکتیک، یونی‌کردیت و تسلا موتورز اشاره نمود.
در ماه مارس ۲۰۰۹ شرکت سرمایه‌گذاری بین‌المللی نفت (به‌اختصار: آیپیک) اقدام به خریداری ۷۱٪ درصد از سهام شرکت آبار نمود. آیپیک در ژوئن ۲۰۱۲ مالکیت خود در این شرکت را به ۹۵٫۵۲٪ درصد افزایش داد و هم‌اکنون مالک اصلی شرکت سرمایه‌گذاری آبار به‌شمار می‌آید.
دفتر مرکزی این شرکت در شهر ابوظبی، امارات متحده عربی قرار دارد.